# 洛塔尔·德林
洛塔尔·德林（德語：Lothar Doering，1950年10月23日—），德国男子手球运动员。他曾代表东德参加1980年夏季奥林匹克运动会手球比赛，获得一枚金牌，他在比赛期间共进球20次。